# Lord-lieutenant de Roxburgh, Ettrick and Lauderdale
Ceci est une liste de personnes qui ont servi comme  Lord Lieutenant de Roxburgh, Ettrick and Lauderdale. L'office a remplacé le Lord Lieutenant du Roxburghshire et le Lord Lieutenant du Selkirkshire en 1975.
- Buccleuch a été Lord Lieutenant du Roxburghshire and Selkirkshire
- John Scott, 9e duc de Buccleuch, 1975–1998
- June Paterson-Brown, 7 décembre 1998 – 2007
- The Hon. Gerald Maitland-Carew, 28 mars 2007 – 28 décembre 2016[1]
- Richard Scott, 10e Duc de Buccleuch, 28 décembre 2016 – present[2]